# 샵밥
샵밥은 1999년에 설립된 미국의 의류 및 액세서리 온라인 쇼핑몰이다. 2006년 이후 아마존닷컴의 자회사가 되었다.

## 역사
샵밥은 밥 레이미(Bob Lamey), 마사 그래팅거(Martha Graettinger), 그리고 벤처 투자자 레이 제몬(Ray Zemon)이 1999년 11월 위스콘신주의 매디슨에서 창립했다. 맨처음에는 매디슨 시내에 있는 밥(Bop)이라는 의류 판매점의 온라인 판매 사이트였다(이 매장은 2014년 문을 닫았다). 그래팅거와 레이미가 이 도시를 선택했던 이유는 매디슨이 유행에 민감한 학생층이 많은 대학 도시이기 때문이었다.
샵밥은 2006년 2월에 아마존닷컴에 인수되었다. 계약 당시 샵밥에서는 103개의 하이엔드 패션 라인이 거래되고 있었다. 인수된 샵밥은 아마존닷컴과는 거의 완전히 독립적으로 운영되었기 때문에 의류 및 액세서리도 팔았고, 심지어 아마존닷컴과 경쟁하기도 했다.2013년 9월에 샵밥은 컨템포러리 남성 의류 온라인 쇼핑몰인 이스트데인을 오픈했다.
샵밥의 웹사이트는 여러 번의 리뉴얼 과정을 거쳤으며, 특히 2012년과  2017년에 대대적인 리뉴얼이 있었다.(리뉴얼들을 거치면서 웹사이트에 로열티 프로그램이 추가되었다).